# 207931 Weihai
207931 Weihai este un asteroid din centura principală de asteroizi.

## Descriere
207931 Weihai este un asteroid din centura principală de asteroizi. A fost descoperit pe 24 decembrie 2008 la Weihai par l'Université Shandong. Asteroidul prezintă o orbită caracterizată de o semiaxă mare de 2,59 ua, o excentricitate de 0,05 și o înclinație de 2,6° în raport cu ecliptica.